# Liste von Persönlichkeiten der Stadt Oldenburg (Oldenburg)
In dieser Liste sind Persönlichkeiten in zeitlicher Reihenfolge aufgeführt, die mit der Stadt Oldenburg in Verbindung standen oder stehen.
Dort geborene Personen finden sich dagegen in der Liste von Söhnen und Töchtern der Stadt Oldenburg (Oldenburg), zu Ehrenbürgern siehe Liste der Ehrenbürger der Stadt Oldenburg (Oldb).

## Persönlichkeiten, die in Oldenburg wirkten
Siehe insbesondere die Liste der Herrscher von Oldenburg für die nicht in Oldenburg geborenen Grafen und Herzöge

### Geboren bis 1900
- Johannes Kirchring (* in Riga; bl. 1592–1633 in Oldenburg), Schreib- und Rechenmeister
- Arp Schnitger (* 2. Juli 1648 in Schmalenfleth; † 28. Juli 1719 in Neuenfelde), berühmter Orgelbauer
- Johann Siegmund Manso (* 29. Juni 1731 in Zerbst; † 9. Mai 1796 in Oldenburg), Rektor der Lateinschule
- Philipp Christian Friedrich Bodecker (* 11. September 1756 in Westerhof am Harz; † 1. April 1845 in Oldenburg), der Forstmann war von 1794 bis 1841 Leiter der oldenburgischen Forstverwaltung
- Günther von Berg (* 27. November 1765 in Schwaigern bei Heilbronn; † 9. September 1843 in Oldenburg), publizistisch-juristischer Schriftsteller und Vorsitzender im Oldenburgischen Staatsministerium
- Christian Daniel von Finckh (* 9. September 1766 in Zeven; † 10. April 1813 in Bremen, hingerichtet), Jurist, erschossen durch napoleonische Besatzungstruppen während der Befreiungskriege
- Georg Justus Friedrich Noeldecke (* 10. März 1768 in Lüchow; † 8. November 1843 in Oldenburg), Armenarzt und Schriftsteller in Oldenburg
- Franz Högl (* 13. Juni 1769 in Warschau; † 3. Mai 1859 in Oldenburg), Bildhauer, der überwiegend in Oldenburg wirkte
- Friedrich Reinhard Ricklefs (* 26. Oktober 1769 zu Ovelgönne; † 12. Februar 1827 in Oldenburg), Altphilologe und Gymnasialdirektor in Oldenburg
- Wilhelm Ernst von Beaulieu-Marconnay (* 19. Mai 1786 in Celle; † 30. Juni 1859 in Oldenburg), Jurist, Oldenburgischer Geheimer Rat und Vorsitzender im Oldenburgischen Staatsministerium
- Theodor von Kobbe (* 8. Juni 1798 in Glückstadt; † 22. Februar 1845 in Oldenburg), Jurist, Menschenrechtler und Schriftsteller
- Helene Strack (* 7. Juli 1798 in Eutin; † 28. April 1853 in Oldenburg), Blumenmalerin
- Dietrich Christian von Buttel (* 5. Dezember 1801 in Jever; † 1. Februar 1878 in Oldenburg), Jurist und Politiker, Vorsitzender im Oldenburgischen Staatsministerium bzw. Ministerpräsident
- Nathan Marcus Adler (* 15. Januar 1803 in Hannover; † 21. Januar 1890 in Brighton, Großbritannien), oldenburgischer Landrabbiner
- Nicolaus Nielsen (* 19. April 1806 in Rendsburg; † 26. Januar 1883 in Oldenburg), Theologe und Oberhofprediger
- Cäcilie von Oldenburg (* 22. Juni 1807 in Stockholm; † 27. Januar 1844 in Oldenburg), Prinzessin von Schweden und Großherzogin von Oldenburg
- Adolf Laun (* 29. Januar 1808 in Bremen; † 14. September 1881 in Oldenburg), Romanist, Übersetzer, Gymnasiallehrer und Literaturhistoriker; lebte und wirkte ab 1851 in Oldenburg
- Karl August Mayer (* 8. Juli 1808 in Eisenberg (Pfalz); † 16. Oktober 1894 in Karlsruhe), Pädagoge und Schriftsteller, lebte von 1839 bis 1851 in Oldenburg, Mitbegründer des Literarisch geselligen Vereins, unterrichtete am Alten Gymnasium und an der Cäcilienschule.[1]
- Maximilian Heinrich Rüder (* 1. Oktober 1808 in Eutin; † 19. Dezember 1880 in Oldenburg), Jurist und Politiker, oldenburgischer Stadt- und Landrat
- Julius Schultze (* 23. Mai 1811 in Kirchgellersen; † 10. Juli 1881 in Oldenburg (Oldb)), deutscher Unternehmer, u. a. Mitbegründer der Aktiengesellschaft für Warpsspinnerei und Stärkerei in Oldenburg und der Oldenburger Versicherungsgesellschaft, Mitinhaber der Oldenburgischen Glashütte in Osternburg
- Eugen von Beaulieu-Marconnay (* 16. Februar 1815 in Nizza; † 23. August 1898 in Oldenburg), Jurist und Präsident des Oberlandesgerichts Oldenburg
- August Lübben (* 21. Januar 1818 in Hooksiel; † 15. März 1884 in Oldenburg), Germanist, Direktor der Oldenburger Landesbibliothek und Gymnasiallehrer am Alten Gymnasium
- Friedrich Andreas Ruhstrat (* 1818 in Ovelgönne; † 19. Januar 1896 in Oldenburg), Rechtswissenschaftler und Oldenburgischer Staatsminister
- Wilhelm Heinrich Schüßler (* 21. August 1821 in Bad Zwischenahn; † 30. März 1898 in Oldenburg), Arzt, Entwickler der alternativen Therapie mit Biochemischen Funktionsmitteln („Schüßler-Salze“)
- Friedrich Wilhelm Graupenstein (* 2. September 1828 in Minden; † 25. Mai 1897 in Hamburg), Maler und Lithograph, porträtierte viele oldenburger Persönlichkeiten
- Albert Hermann Dietrich (* 28. August 1829 im Forsthaus Golk bei Meißen; † 20. November 1908 in Berlin), Komponist, Dirigent, von 1861 bis 1890 Hofkapellmeister in Oldenburg
- Gustav Adolf Rüthning (* 2. Januar 1854 Havelberg/Prignitz; † 20. Januar 1944 in Oldenburg), Historiker und Lehrer am Herbartgymnasium
- John C. Funch (* 23. August 1852 in New York, USA; † 23. Januar 1935 auf Gut Loy, Gemeinde Rastede), Gutsbesitzer von Loy, oldenburgischer Kammerpräsident und oldenburgischer Landtagsabgeordneter
- Wilhelm Kufferath (* 6. April 1853 in Mülheim an der Ruhr; † März 1936 in Oldenburg), Cellist, Mitglied der Hofkapelle bzw. des Landesorchesters
- Carl Franz Noack (* 18. April 1855 auf der Spree nahe Trebatsch; † 24. Januar 1945 in Oldenburg), Architekt, Bauingenieur und Stadtplaner
- Anton Hartmann (* 30. Oktober 1860 in Varel i. O.; † 23. Oktober 1912 in Leipzig), Schauspieler und Theaterdirektor
- Julius Mutzenbecher (* 18. Mai 1867 in Oldenburg; † 18. November 1933 ebenda), Jurist und Eisenbahnbeamter (von 1916 bis 1932 Leiter der Eisenbahndirektion Oldenburg)
- Bernhard Winter (* 14. März 1871 in Neuenbrok;  † 6. August 1964 in Oldenburg), Maler
- Theodor Goerlitz (* 15. Mai 1885 in Breslau; † 4. Mai 1949 in Magdeburg), 1921–32 Oberbürgermeister in Oldenburg
- Peter Suhrkamp (* 28. März 1891 in Kirchhatten; † 31. März 1959 in Frankfurt am Main), Gründer des Suhrkamp-Verlages
- Johann Schuster (* 22. November 1900 in Ansbach; † 23. November 1966 in Oldenburg), Maler

### Geboren ab 1901
- Hugo Hartung (* 17. September 1902 in Netzschkau; † 2. Mai 1972 in München), Schriftsteller, von 1936 bis 1940 Chefdramaturg am Oldenburgischen Staatstheater
- Paul Berger-Bergner (* 10. Februar 1904 in Prag, Österreich-Ungarn; † 18. Juli 1978 in Mannheim), deutscher Maler, zählte in den Jahren nach dem Zweiten Weltkrieg zu den wichtigen Anregern und Akteuren der sich neu formierenden Kunstszene in Oldenburg; 1947 war er Mitbegründer des Bundes Bildender Künstlerinnen und Künstler in Oldenburg
- Hermann Ludwig Ehlers (* 1. Oktober 1904 in Schöneberg bei Berlin; † 29. Oktober 1954 in Oldenburg), Politiker (CDU), Bundestagspräsident; war am Anfang seiner politischen Karriere unter anderem Ratsherr in Oldenburg
- Hein Bredendiek (* 18. September 1906 in Jever; † 24. April 2001 in Oldenburg), Kunsterzieher, Maler, niederdeutscher Schriftsteller
- Wolfgang Hartung (* 18. Februar 1907 in Berlin; † 3. Juni 1995 in Oldenburg), Geologe, Direktor des Naturkundemuseums
- Karl Born (8. Dezember 1910 in Montreux, Schweiz; † 1. April 2004 in Oldenburg), Seemann, Pilot und Kinobetreiber
- Hans-Heinrich Harms (* 4. Juli 1914 in Scharmbeck; † 13. April 2006 in Oldenburg), von 1967 bis 1985 Bischof der Evangelisch-lutherischen Landeskirche Oldenburg
- Edith Ruß (* 22. Januar 1919 in Hildesheim; † 18. Juli 1993), Stifterin
- Wolf Gerlach (* 17. April 1928 in Stolp, Pommern; † 12. November 2012 in Bad Zwischenahn) hatte am Oldenburgischen Staatstheater sein erstes Engagement als Bühnenbildner; Erfinder der Mainzelmännchen für das ZDF, Ute – Schnute – Kasimir für den WDR sowie Leo und Leo für das Bayerische Fernsehen
- Horst Janssen (* 14. November 1929 in Hamburg; † 31. August 1995 in Hamburg), Zeichner und Grafiker; wuchs in Oldenburg auf
- Hans Häckermann (* 3. März 1930 in Pirna; † 16. September 1995 in Ritzerau); von 1985 bis 1993 Schauspieler, Regisseur und Generalintendant des Oldenburgischen Staatstheaters sowie Begründer der Oldenburger Internationalen Balletttage
- Jürgen Dieckert (* 10. Juni 1935 in Gumbinnen/Ostpreußen), Sportwissenschaftler
- Claus Boysen (* 7. Juni 1938 in Kiel; † 9. Juli 2007 in Oldenburg); Film-, Fernseh- und Theaterschauspieler, von 1968 bis 1985 sowie 2003 Ensemblemitglied des Oldenburger Staatstheaters
- Hilbert Meyer (* 2. Oktober 1941 in Lauenburg i. Pom.), seit 1975 Professor für Schulpädagogik an der Carl-von-Ossietzky-Universität
- Dietmar Schütz (* 21. Oktober 1943 in Oldenburg), 2001 bis 2006 Oberbürgermeister Oldenburgs
- Jochen Schimmang (* 14. März 1948 in Northeim), Schriftsteller; seit 2005 in Oldenburg ansässig
- Hans-Jürgen Appelrath (* 7. Februar 1952 in Duisburg; † 5. August 2016 in Oldenburg), Professor
- Norbert Marten (* 1953 in Lingen), Bildhauer und Maler; von 1981 bis 1996 freischaffend in Oldenburg
- Horst Bösing (* 10. September 1954), Komponist und Musikproduzent
- Dieter Bohlen (* 7. Februar 1954 in Berne), Musiker, Produzent und Komponist; wuchs in Oldenburg auf
- Andreas Witte (* 1. März 1955), Sportreporter; in Oldenburg aufgewachsen
- Robert Feldhoff (* 16. Juli 1962 in Schorndorf; † 17. August 2009 in Oldenburg), Science-Fiction-Autor, langjähriger Exposé-Autor der Serie Perry Rhodan
- Wigald Boning (* 20. Januar 1967 in Wildeshausen), deutscher Komiker, Komponist, Musiker, Moderator und Journalist; bis zum Abitur in Oldenburg
- Key Pousttchi (* 1970 in Rheine), erster deutscher Professor für Digitalisierung, wurde 1989 bis 1991 in Oldenburg zum Offizier ausgebildet
- Alexandra Rietz (* 22. Juni 1971 in Bad Oeynhausen), Kommissarin und Schauspielerin, studierte von 1994 bis 1997 in Oldenburg
- Klaas Heufer-Umlauf (* 22. September 1983 in Oldenburg), Fernsehmoderator, Unternehmer, Fernsehproduzent, Sänger, Schauspieler
- Jeremy Fragrance (* 5. Februar 1989 in Oldenburg), Unternehmer, Webvideoproduzent und Influencer
- Tahsim Durgun (* 9. November 1995 in Oldenburg)  Webvideoproduzent und Content Creator

### Geboren ab 2001
- Lea Müller (BMX-Sportlerin) (* 30. Januar 2002 in Remscheid), Radsportlerin BMX-Freestyle, lebt und wirkt hier